# Черных, Григорий Кузьмич
Григорий Кузьмич Черных (20 декабря 1898, Каплино, Курская губерния — 20 мая 1961, Москва) — советский военный деятель, генерал-майор (с 16 октября 1943 года).

## Биография
Родился 20 декабря 1898 года в селе Каплино в крестьянской семье. Окончил начальную школу, после чего помогал по хозяйству отцу, а в 16 лет работал на руднике в Донбассе.
В 1916 году был призван в армию, воевал на Западном фронте. В январе 1918 года вернулся домой, но уже в сентябре того же года вступил в Старооскольскую караульную роту. Затем служил в 56-й и 21-й стрелковых дивизиях, участвовал в боях с белогвардейцами на Южном фронте.
После гражданской войны окончил военно-политические курсы при Орловском военном округе и был направлен инструктором в один из военкоматов Брянской губернии.
В 1925-1930 годах — комиссар Севского военного комиссариата. 
В 1931 году окончил курсы «Выстрел» и был направлен в штаб 11-го стрелкового корпуса, затем в штаб 4-го стрелкового корпуса. Служил и заочно учился в Военной академии им. Фрунзе.
В 1939 году ему было присвоено звание полковника и он получил назначение на должность военного комиссара Москвы и оставался на должности почти 20 лет, в том числе и все годы Великой Отечественной войны. Московский военный комиссариат проделал огромную работу по мобилизации сил на разгром немцев под Москвой и для дальнейших сражений на фронтах Великой Отечественной войны. В октябре 1943 ему было присвоено звание генерал-майора.
С 1958 года в отставке.
Умер 20 мая 1961 года и похоронен на Новодевичьем кладбище в Москве.
Учреждён Кубок его имени, которым награждается лучший военный комиссариат Москвы.

## Награды
- Орден Ленина;
- Два ордена Красного Знамени;
- Орден Красной Звезды;